# Microsoft PowerPoint
Microsoft PowerPoint е програма за изработване на презентации, разработена от Microsoft. Тя е част от Microsoft Office пакета и работи на Microsoft Windows, macOS, Android, iOS и Windows 10 Mobile.
Използва се от фирми, преподаватели, студенти и др. От Microsoft Office 2003 Microsoft започва да го усъвършенства, като вече го има в почти всеки офис пакет. Започват да го наричат Microsoft Office PowerPoint вместо Microsoft PowerPoint. Като част от Microsoft Office, PowerPoint е най-използваната програма в света за презентации.

## История
В началото на разработването PowerPoint се е наричал Presenter. PowerPoint 1.0 е пуснат в употреба през април 1987 за Mac OS. Microsoft купува PowerPoint за 14 милиона щатски долара на 31 юли 1987. От 1990 той е пуснат в офис пакетите.
Версията 2002 на PowerPoint (или така нареченият Microsoft Office XP пакет) е първата, предоставяща възможност в презентацията да се вмъкне анимация на фигури (пирамиди, кръгове, сфери и др.), музика и др. Microsoft Office PowerPoint 2003 не се различава много от 2002/XP версията. В нея са подобрени новодобавените функции и интерфейсът е леко променен.
Текущата версия на Microsoft Office PowerPoint 2007, пусната в употреба през ноември 2006, добавя големи промени в потребителския интерфейс и графичните възможности.

## Версии
Версиите за Mac OS включват:
- 1987 PowerPoint 1.0 за Mac OS classic
- 1988 PowerPoint 2.0 за Mac OS classic
- 1992 PowerPoint 3.0 за Mac OS classic
- 1994 PowerPoint 4.0 за Mac OS classic
- 1998 PowerPoint 98 (8.0) за Mac OS classic (Office 1998 за Mac)
- 2000 PowerPoint 2001 (9.0) за Mac OS X (Office 2001 за Mac)
- 2004 PowerPoint 2004 (11.0) за Mac OS X (Office 2004 за Mac)
- 2008 PowerPoint 2008 (12.0) за Mac OS X (Office 2008 за Mac)

Версиите за Microsoft Windows включват:
- 1990 PowerPoint 2.0 за Windows 3.0
- 1992 PowerPoint 3.0 за Windows 3.1
- 1993 PowerPoint 4.0 (Office 4.x)
- 1995 PowerPoint за Windows 95 (version 7.0) – (Office 95)
- 1997 PowerPoint 97 – (Office 97)
- 1999 PowerPoint 2000 (version 9.0) – (Office 2000)
- 2001 PowerPoint 2002 (version 10) – (Office XP)
- 2003 PowerPoint 2003 (version 11) – (Office 2003)
- 2006 – 2007 PowerPoint 2007 (version 12) – (Office 2007)
- 2010 PowerPoint 2010